# Macquarie Universitetssjukhus
Macquarie Universitetssjukhus (engelska: Macquarie University Hospital, förkortat till MUH) är ett privat universitetssjukhus ägt av Macquarie Universitet.
Sjukhuset är beläget inom Macquarie Universitets campus och är det första privatägda sjukhuset beläget på ett universitetscampus i Australien. Sjukhuset ligger nära Macquarie University tunnelbanestation och universitetets forskningsområde (Research Park). Byggkostnaden för sjukhuset var över $200 miljoner AUD (1,4 miljarder SEK i maj 2024). Sjukhuset består av 144 bäddar, 14 operationssalar och bemannas av över 200 kirurger och medicinska specialister. Sjukhuset har ett bildbehandlingscenter och en strålbehandlingsenhet.
Det finns ingen akutavdelning vid Macquarie Universitetssjukhus. Den närmsta akutavdelningen finns vid Ryde sjukhus, Concord sjukhus eller Royal North Shore sjukhus.

## Kliniska tjänster
Sjukhuset tillhandahåller slutenvårds- och öppenvårdstjänster och kompletterar Macquarie Universitets befintliga specialiseringar, däribland kognitiv neuropsykologi, telemedicin, teleradiologi, logopedi och audiologi. Det är ett fullständigt digitalt integrerat sjukhus. Det har Australiens första gammakniv, utvecklat av svenskarna Börje Larsson, professor på Uppsala Universitet och Lars Leksell, neurokirurg på Karolinska Universitetssjukhuset, som används för avancerad strålbehandling, samt en cyklotron som används för produktionen av radioaktiva isotoper för medicinsk avbildning.
Intill sjukhuset ligger Macquarie Universitetsklinik. Klinikbyggnaden är även hem till universitetets fakultet för medicin och hälsovetenskap. Byggnaden, med sina fem våningar, är länkad till sjukhusbyggnaden via en bro.